# リンゴの芯抜き

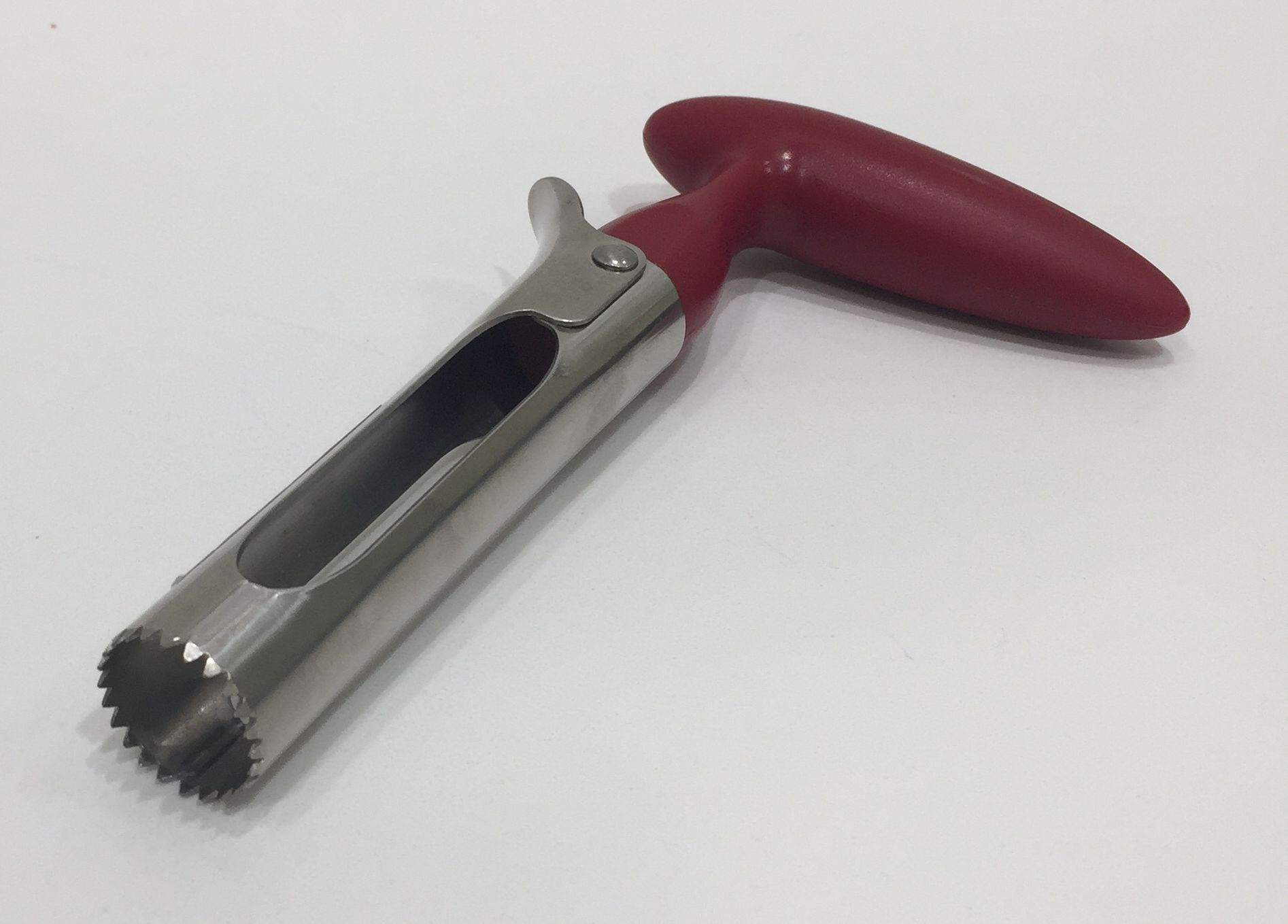
現代使用されているリンゴの芯抜き

リンゴの芯抜き（りんごのしんぬき）、あるいはリンゴの芯抜き器（りんごのしんぬきき）は、リンゴから芯と種を取り除くことを目的とする用具である。ナシやマルメロなどのリンゴに類似した果物にも使用できる。
リンゴの芯抜きの中には、端に円形の切断装置が付いた取手からなるものがある。リンゴに押し込むと、円形の切断装置の直径に合わせて芯が取り除かれる。

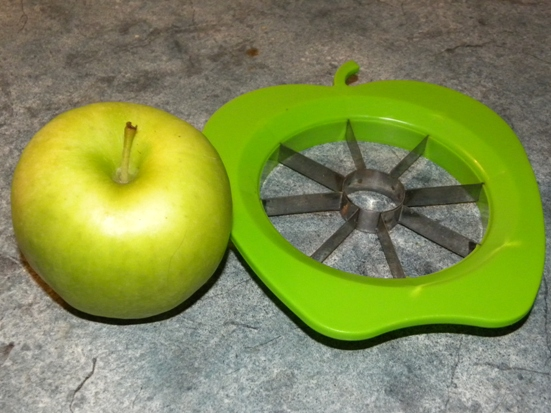
芯抜きと薄切り器を兼ねたリンゴカッター

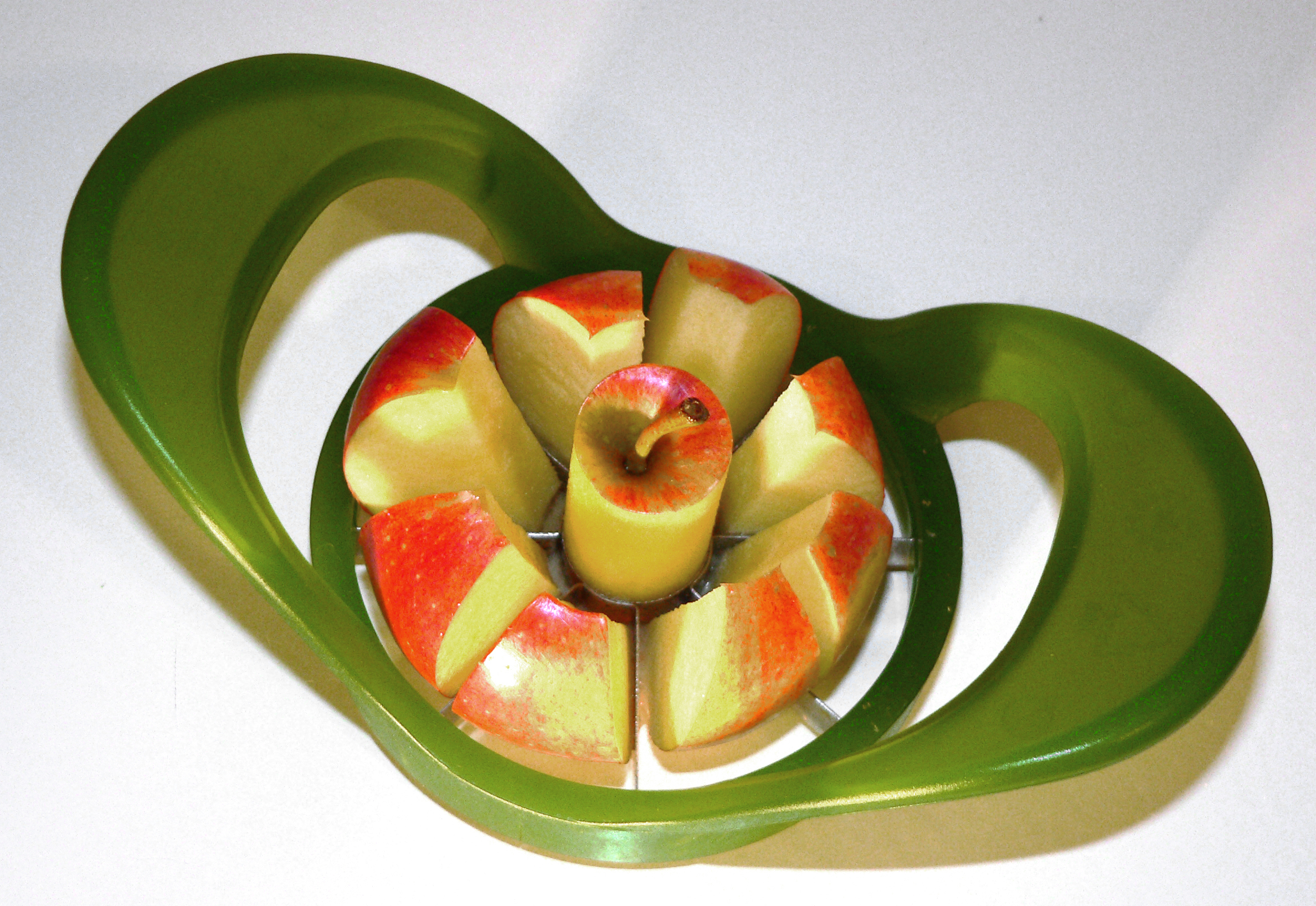
リンゴカッターの一例

上記の種類のリンゴの芯抜きの他に、リンゴの上に置いて押し通すと、リンゴの芯抜きとスライスの両方が行われるものもあり、リンゴカッター、アップルカッター、リンゴスライサー、或いはアップルスライサーと呼称される。
リンゴの芯抜きは、焼きりんごを作るときなど、リンゴをそのままの形で丸ごと用いる料理を作る際によく使用される。一方でリンゴカッターは、アップルパイなどを作る場合のように、多数のリンゴの芯を取り除き、薄切りにする必要がある場合に使用される。